# Высшая техническая школа Георга Агриколы
Высшая техническая школа Георга Агриколы (нем. Technische Hochschule Georg Agricola) — немецкий частный университет прикладных наук, основанный в 1816 году для обучения мастеров горного дела.
В 20 веке был переобразован в инженерный колледж, а затем в университет. На сегодняшний день, университет предлагает 14 курсов бакалавриата и магистратуры в области проведения пробирного анализа, технологического проектирования, машиностроения, материаловедения, электротехники и информационных технологий, а также промышленной инженерии.

## История
Истоки современного университета восходят к 1816 году, когда прусское горное ведомство основало «Märkische Bergschule» в Бохуме с целью подготовки бригадиров и горных мастеров для их подготовке в подъёме и развитии горнодобывающей промышленности в регионе Рурской долины.
В 1864 году недавно созданный Вестфальский фонд торговли горными работами стал ответственным органом за школу. Под руководством Хьюго Шульца горная школа Бохума с 1868 года пережила резкий подъём: к концу века количество учеников удвоилось и превысило 100, так что в 1899 году были открыты новые школьные помещения, в которых были лаборатории исследовательские центры фонда. Наряду с обучением мастеров горная школа взяла на себя другие обязанности, такие как подготовка чертежей шахт и проведение академических изысканий, в результате чего в 1930 году на основе научно-технических коллекций из колледжа был открыт Немецкий музей горного дела.
После Второй мировой войны профиль колледжа изменился в результате угольного кризиса, разразившегося в 1958 году. В то время как потребность в квалифицированных горняках упала, спрос на более высокую квалификацию увеличился. Следовательно, горная школа первоначально стала называться «Инженерной школа горного дела» в 1963 году, а затем преобразована в «Горный университет» в 1971 году. В 1995 году университет был переименован в «Технический университет прикладных наук Георга Агрикола».
В 2006 году была принята новая президентская конституция и год спустя все курсы были преобразованы в систему бакалавриата и магистратуры в соответствии с Болонским процессом. Планы разработанные тогдашним региональным парламентом земли Северный Рейн-Вестфалия по слиянию университета с государственным (Бохумским университетом прикладных наук, были отменены после протестов студентов в 2012 году. При поддержке RAG-Stiftung был создан Научно-исследовательский институт пост-майнинга и введены новые курсы повышения квалификации.
В апреле 2016 года в ознаменование 200-летнего юбилея учреждение было снова переименовано в «Высшую техническую школу Георга Агрикола».